# 28 juillet 1949
Le jeudi 28 juillet 1949 est le 209e jour de l'année 1949.

## Naissances
- Aimée Eccles, actrice américaine
- Bob Truluck, écrivain américain
- Jürgen Rosenthal, musicien allemand
- Jean-Claude Garnier, joueur de football français
- Jorge D'Alessandro, footballeur argentin
- Marc Didden, réalisateur belge
- Marco Ferradini, chanteur italien
- Maria de Belém Roseira, femme politique portugaise
- Mario Delgado Aparaín, écrivain uruguayen
- Norma Huidobro, écrivaine argentine
- Randall Wallace, cinéaste américain
- Rik Van Linden, coureur cycliste belge
- Simon Kirke, batteur britannique
- Steve Peregrin Took (mort le 27 octobre 1980), musicien britannique
- Vida Blue, joueur américain de baseball

## Décès
- Adrien Godien (né le 14 mai 1873), peintre français
- Norbert Davis (né le 18 avril 1909), écrivain américain